# 迪金森岩
77°33′S 147°55′W / 77.550°S 147.917°W
迪金森岩（英語：Dickinson Rocks）是南極洲的岩石，位於瑪麗伯德地，處於林伍德峰西北面17公里的赫爾希嶺北端，屬於福特山脈的一部分，美國地質調查局根據測量和美國海軍拍攝的空中照片繪入地圖，現時由南極條約體系管理。